# Cell Broadcast

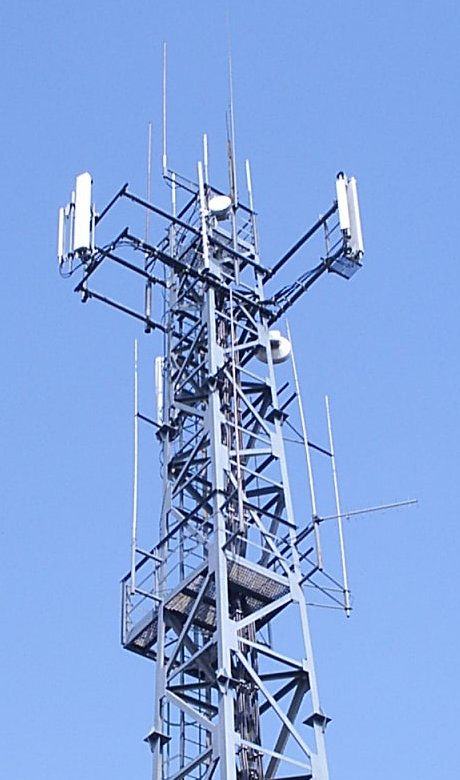
Estació base GSM/UMTS.

El Cell Broadcast (SMS-CB), difusió de cel·la o difusió cel·lular), és una característica de la tecnologia mòbil definida pel comitè ETSI GSM i és part de l'estàndard GSM. També es coneix com a "Servei de Missatges Curts-Cell Broadcast" (SMS-CB). La tecnologia, permet l'enviament simultani de missatges a múltiples usuaris en una àrea específica, i està disponible en alguns operadors mòbils.
El servei permet que els clients de telefonia mòbil, que hagin activat el canal respectiu, rebin els missatges SMS-CB adreçats a l'àrea on es troben. Els usuaris han d'estar localitzats en una determinada àrea de cobertura de la xarxa. i, també és necessari que el terminal suporti aquesta funció.
Aquesta tecnologia permet crear canals de comunicació amb els mòbils que es trobin en una àrea geogràfica específica, fet que la converteix en un potent instrument per a serveis d'informació locals o associats a la posició, fent possible la selecció del tema o canal d'interès per a l'usuari (Sistema d'Alerta d'emergència, notícies, esport, informació meteorològica, trànsit, farmàcies de guàrdia, taxis, etc.).
Així, per exemple, si es divideix Espanya en províncies, al canal 040 (meteorologia), cada província hi pot tenir una informació diferent, i el mateix passaria amb el canal 024 (farmàcies). Per a la recepció d'aquests missatges no fa falta enviar primer un missatge perquè et retorni la informació, sinó tan sols activar el canal respectiu.